# Histrión

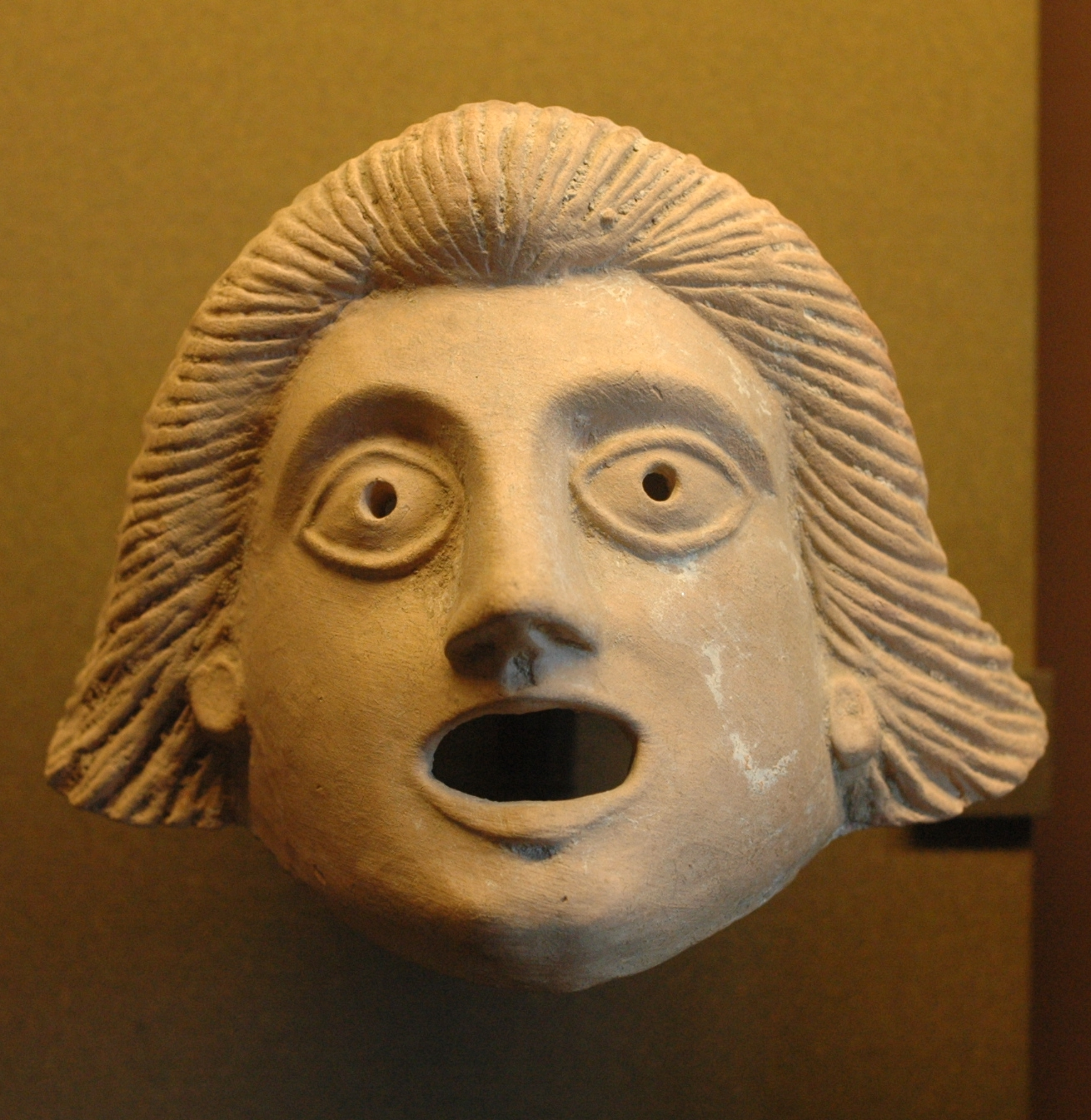
Máscara teatral que representa a un joven, Apulia, Museo del Louvre.

Histrión es sinónimo de actor y de forma más específica 'actor de teatro'. Desarrollado en la tradición de las representaciones dramáticas en la Antigüedad clásica se ha asociado también a los actores caracterizados del teatro popular, a los "saltadores" o saltimbanquis toscanos (en cuyo dialecto la voz «hister» significa 'saltador, volatinero, prestidigitador o actor caracterizado').
En el uso lingüístico, histrión ha pasado a llamarse todo aquel que se expresa con afectación o exageración propia de un actor teatral. El término conserva un tono despectivo.

## Etimología y uso
Citado por Livio, el término etrusco «ister» –luego «(h)ister»– generó el sustantivo «hister,-tri» (actor profesional) y su evolución en «histrĭo, -ōnis», con el mismo significado de actor profesional. En la cultura romana, la lengua latina jugaba con varias denominaciones con distintos matices para «actor, comoe dus, hister, histrio, ludio, lucius» y «tragoedus». Tanto 'actor' como 'histrio' eran voces prestadas de la cultura etrusca para denominar a los actores etruscos y oscos muy activos en la península itálica ya antes de la introducción del teatro griego en Roma.
La presencia del «histrĭo» en textos latinos de Livio y Valerio Máximo, es confirmada luego por Plutarco, citando testimonios de Rufo. También en textos de Plauto a parecen las formas «histrĭcus» e «histrĭculus», y siempre en relación con los nombres propios etruscos «Hister» e «Histrĭcus». En los textos dramáticos, ya desde Livio Andrónico, conviven ambos términos, 'histrio' (para todo aquel que ejerce el oficio teatral y la pantomima) y 'actor' (el profesional que vive del teatro). 'Histrio' todavía conserva estos significados en el siglo XIII, cuando se menciona en la Supplicatio que hace el trovador Guiraut Riquier (1254-1284) a Alfonso X el Sabio.